# Eurytoma basilewskyi
Eurytoma basilewskyi är en stekelart som beskrevs av Jean Risbec 1957. Eurytoma basilewskyi ingår i släktet Eurytoma och familjen kragglanssteklar. Inga underarter finns listade i Catalogue of Life.